# Ottavio Tronsarelli
Ottavio Tronsarelli (Roma, 1586 circa – Roma, 31 agosto 1646) è stato un poeta, librettista e letterato italiano del periodo Barocco.

## Biografia
Tronsarelli nacque da una famiglia benestante: suo padre, Antonio, era un famoso collezionista d'arte. Frequentò il Collegio Romano, dove studiò con Bernardino Stefonio, Famiano Strada e Terenzio Alciati. Fu autore di due poemi epici, uno sull'imperatore Costantino il Grande, Il Costantino, l'altro sulla battaglia di Lepanto del 1571, La vittoria navale, di più di trenta libretti e di numerosi altri pezzi in prosa e in versi. Fu membro dell'Accademia degli Ordinati di Roma.
Tronsarelli è ricordato soprattutto per il libretto de La catena d'Adone di Domenico Mazzocchi, basato su episodi del poema epico L'Adone di Giambattista Marino. Nel 1632 raccolse e pubblicò tutti i suoi Drammi per musica (tranne due: La catena d'Adone e Dafne) in un'unica edizione. Tronsarelli contribuì in gran parte al testo de Le vite de' pittori, scultori et architetti di Giovanni Baglione, compresi i 22 distici latini che precedono l'opera. Fu autore di numerose opere antiquarie, tra cui Le grandezze di Roma, una compilazione tratta dall'Admiranda, sive de Magnitudine Romana di Giusto Lipsio, pubblicata come supplemento alla traduzione italiana del Ristretto dell'historie del mondo di Orazio Torsellino.
Il suo elogio funebre fu recitato dal padre scolopio Francesco della Nunziata.

## Opere
- Argomento della Catena d'Adone favola boscareccia, Roma, Giacomo Mascardi, 1626;
- Favole d'Ottavio Tronsarelli, Roma, Francesco Corbelletti, 1626;
- Rime di Ottavio Tronsarelli, Roma, Francesco Corbelletti, 1627;
- II Costantino, Roma, Francesco Corbelletti, 1629;
- Drammi musicali, Roma, Francesco Corbelletti, 1632;
- La gara delle tre dee, Roma, Francesco Corbelletti, 1632;
- L'Apollo, Roma, Francesco Corbelletti, 1634;
- Le grandezze dell'imperio romano, Roma, Pompilio Totti, 1634;
- Il martirio de' santi Abundio prete, Abundantio diacono, Marciano e Giovanni suo figliuolo cavalieri romani, Roma, Ludovico Grignani, 1641;
- La vittoria navale, Roma, Francesco Corbelletti, 1643.